# Grabbarna från förorten
Grabbarna från förorten är en låt och en singel från 2000 av den svenske rapparen Ken Rings album Mitt hem blir ditt hem, producerad av C.R.I.B.E med Fre.

## Spår
| Spår | Låttitel                | Producent(er) | Medverkande gäst(er) | Tid   |
| ---- | ----------------------- | ------------- | -------------------- | ----- |
| 1    | Grabbarna från förorten | C.R.I.B.E.    | Fre                  | 04:05 |
| 2    | Oslo – 165              | Tommy Tee     | TP Allstars          | 05:19 |